# (567) Eleutheria
(567) Eleutheria ist ein Asteroid des Hauptgürtels, der am 28. Mai 1905 vom deutschen Astronomen Paul Götz in Heidelberg entdeckt wurde. 
Benannt wurde der Asteroid nach Eleutheria, der griechischen Göttin der Freiheit.